# Avepark
O Avepark é o parque de ciência e tecnologia de Guimarães, implantado perto da vila das Caldas das Taipas, mais concretamente na freguesia de Barco, no Concelho de Guimarães, Portugal, a cerca de 8 km do centro da cidade, funcionando desde Novembro de 2007.
Fazem parte dos seus corpos sociais a Câmara Municipal de Guimarães, Universidade do Minho, Associação Industrial do Minho, Associação Comercial e Industrial de Guimarães e APCTP - Associação dos Parques de Ciência e Tecnologia do Porto
A entidade gestora competente é o Município de Guimarães, através da Divisão de Desenvolvimento Económico – unidade orgânica responsável pela gestão da Infra-estrutura.

## Antecedentes
Desde inícios da meados da década de 1980 que existiu um projecto, no âmbito da Associação de Municípios do Vale do Ave, de instalação de um parque de ciência e tecnologia no Vale do Ave.
Respondendo favoravelmente, ao desafio do então ministro das Obras Públicas, Valente de Oliveira, foram lançados os estudos que indicaram a sua localização na Vila da Caldas das Taipas. Devido à permanente mudança de governos e ministros, a execução da obra passou para a responsabilidade da AMAVE e da Câmara Municipal de Guimarães. Esta última, em parceria com a Associação dos Parques de Ciência e Tecnologia do Porto, convidou a Universidade do Minho e algumas entidades empresariais como a Associação Comercial e Industrial de Guimarães a integrar a sociedade gestora do parque tecnológico, constituída em 1994. Em 2005, o projecto foi apresentado na Direcção Regional de Economia do Norte.
Foi defendido, nos últimos anos, por algumas figuras concelhias, para aí se instalar o Laboratório Internacional Ibérico de Nanotecnologia, pois no primeiro Memorando de Entendimento, entre o governo português e espanhol, oficialmente ter apenas sido definido a sua localização em território português, sendo que a decisão oficial final foi divulgada no dia 17 de Novembro de 2006, num protocolo assinado entre o Governo Português e Câmara Municipal de Braga para a instalação definitiva deste instituto na cidade de Braga, nos actuais terrenos da Bracalândia, junto ao Campus de Gualtar da Universidade do Minho.

## Construção e instalação
O custo total da construção do Avepark, como pólo do Ave do Parque de Ciência e Tecnologia do Porto, rondaria os 10 milhões de euros.
Apesar de a sede e o núcleo central de empresas estarem já em fase de instalação, a data prevista de inauguração está marcada somente para 12 de Outubro de 2007, assim como os acessos entre as quais se encontram as ligações à variante das Taipas e a futura Via do Ave.
Em parceria com a Universidade do Minho, irá-se instalar, no âmbito de uma candidatura efectuada à União Europeia, o Instituto Europeu de Engenharia de Tecidos e Medicina Regenerativa, primeiro Centro Europeu de Excelência em território nacional., assim como o Instituto de Nanotecnologias, Nanomodelação e Nanofabricação este ao abrigo de um acordo de cooperação entre as universidades do Minho, de Aveiro e da Nova de Lisboa, e a sua sede permanente será no Avepark.
Será ainda criado a Associação Spinpark, como um centro de incubação de base tecnológica, numa parceria entre a Universidade do Minho, o Avepark e a Associação do Parque de Ciência e Tecnologia do Porto.
O Avepark será ainda, uma das entidades envolvidas num acordo de cooperação entre o estado português e a Universidade do Texas.
Já está confirmado a instalação de 10 empresas e prevê-se que, num prazo de 10 a 15 anos, sejam criados 4000 novos empregos, e se instalem 200 empresas.